# Sal de Maddrell
La sal de Maddrell és un metafosfat de sodi que es presenta en forma de llargues cadenes d'alt pes molecular.
Dels metafosfats s'han estudiat principalment els metafosfats de sodi. La naturalesa d'aquests compostos depèn sobretot del mètode de preparació. S'obtenen per deshidratació del dihidrogenofosfat mitjançant un tractament tèrmic. Quan s'escalfa PO₄H₂Na a partir de 270 °C es desprèn aigua i es forma una substància de fórmula empírica PO₃Na que està fortament polimeritzada denominada sal de Maddrell.
És soluble en les solucions de sal de potassi i gairebé insoluble en aigua.